# Veratrum anticleoides
Veratrum anticleoides là một loài thực vật có hoa trong họ Melanthiaceae. Loài này được (Trautv. & C.A.Mey.) Takeda & Miyake miêu tả khoa học đầu tiên năm 1910.